# Monster Jinx
A Monster Jinx é um coletivo artístico e uma editora discográfica portuguesa independente, maioritariamente ligada ao hip-hop e à música electrónica. Focada na edição musical em formato digital, todo o seu catálogo é disponibilizado de forma gratuita, com a vasta maioria das músicas licenciadas sob Creative Commons. Ocasionalmente, alguns dos seus registos conhecem edições físicas limitadas em formatos variados, como discos de vinil, cassetes ou até livros.
O projecto teve início em 2008, quando Stray (Pedro Tavares), DarkSunn (Bruno Dias) e SlimCutz (Luís Azevedo) decidiram gravar o Monstro Robot, um álbum de rap pouco convencional cuja publicação fora rejeitada por várias editoras. Seguindo o mote de netlabels (editoras que começavam a lançar fonogramas de forma gratuita na internet), resolveram lançar o disco em através da rede social MySpace em 2009. Até à sua reedição, dez anos mais tarde, Monstro Robot esteve disponível apenas em formato digital.
Além dos fundadores, ao longo dos anos, a editora adicionou ao seu catálogo mais de uma dezena de MCs e produtores musicais, incluindo J-K, Pulso, Raez, Taseh, Maria, Ghost Wavvves, NOFUTURE, Vasco Completo, Mazarin e muitos outros. A trupe é liderada pela figura fictícia do Monstro Roxo.
Apesar de muitos dos seus artistas terem registos de longa-duração em nome próprio, desde 2015 que a Monster Jinx tem apostado também na edição de registos colectivos, desenvolvendo séries distintas de compilações, tais como Monster Jinx Beat Camp ou ROXO.
Durante a pandemia de COVID-19, em 2021, foi uma das editoras independentes convidadas pelo Musicbox a criarem um projecto original, ao abrigo do Fundo de Emergência Social — Cultura, da Câmara Municipal de Lisboa, lançando Monster Jinx Type Beat. No ano seguinte, com o apoio Garantir Cultura atribuído pelo Ministério da Cultura, a editora comemorou o seu 14º aniversário lançando Cromática, uma colectânea de 14 EPs reunidos numa caixa especial de sete vinis.
Ao vivo, a sua equipa manteve as festas "Purple Hazin", assegurando residências regulares no Musicbox, em Lisboa, e no Maus Hábitos, no Porto, bem como prestações noutras cidades portuguesas, como Braga. No Maus Hábitos, também organizaram várias edições do Monster Jinx Fest, um festival centrado no seu catálogo de artistas.